# Бєлих Михайло Аркадійович
Михайло Аркадійович Бєлих (23 грудня 1958, Красний Луч, Луганська область, УРСР — 29 липня 1997, Градизьк, Полтавська область, Україна) — радянський футболіст, півзахисник, згодом український тренер. Загинув в автокатастрофі.

## Кар'єра гравця
У футбол розпочинав грати в дублі ворошиловградської «Зорі». З 1981 року виступав у складі стахановського «Стахановця» у другій союзній лізі. У 1986 році «Стахановець» втратив місце серед команд майстрів, і Бєлих перейшов у миколаївський «Суднобудівник». Через рік повернувся в Стаханов, а потім рік провів у кременчуцькому «Кремені».
У 1990 році Михайло Бєлих став гравцем футзального клубу «Синтез». У тому ж році кременчуцька команда взяла участь в першому чемпіонаті з міні-футболу під егідою Асоціації міні-футболу СРСР. «Синтез» під керівництвом тренера Івана Шепеленка набрала 23 очки й посів третє місце. Михайло Бєлих в числі гравців команди отримав медаль й диплом Федерації футболу СРСР.
15 вересня 1990 року в рамках турніру було проведено показовий матч збірної ветеранів футболу Росії проти збірної СРСР з міні-футболу, складеної з гравців команд-учасниць чемпіонату. У цьому матчі взяли участь четверо гравців «Синтезу», серед яких і Михайло Бєлих. Гра завершилася з рахунком 9:2 на користь футзалістів.
Після розпаду СРСР, правонаступником «Синтезу» став ММФК «КрАЗ», а потім «Політехнік». Команда незмінно виступала у вищій лізі чемпіонату України. У 1996 році Кременчук представляли у вищому дивізіоні крім «КрАЗ/Політехніка» й «Водеяр». У складі цієї команди Бєлих зіграв 21 матч у чемпіонаті України.

## Кар'єра тренера
Після завершення ігрової кар'єри Михайло Бєлих очолив кременчуцький «Нафтохімік», президентом якого був колишній тренер «Синтезу» Іван Шепеленко. За декілька сезонів під його керівництвом «Нафтохімік» пройшов шлях від аматорського клубу до команди першої ліги. У першій лізі кременчуцька команда була міцним середняком, і навіть делегувала чотири гравця на Універсіаду-1995 у Японію, де збірна України посіла 4-е місце.
Влітку 1996 року «Нафтохімік», який фінішував у попередньому сезоні на безпечному 15-му місці з 22-х учасників, був розформований. Молодий тренер команди Михайло Бєлих отримав запрошення замінити на посаді головного тренера «Кременя» Валерія Яремченка. Під керівництвом Бєлих «Кремінь» у сезоні 1996/97 років зайняв передостаннє місце у вищій лізі і понизився у класі.

## Смерть
Михайло Бєлих загинув в автокатастрофі 29 липня 1997 року, за день до старту чемпіонату української першої ліги. Близько опівночі на трасі Київ - Кременчук автомобіль тренера зіткнувся з навантаженим дошками возом. У машині крім Бєлих перебували віце-президент клубу Петро Скрильник і два футболісти-новобранця. Для 38-річного наставника «Кременя» зіткнення виявилося смертельним, його попутники вижили.

## Пам'ять
На згадку про загиблого футболіста і тренера в Кременчуці розігрується «Кубок Михайла Бєлих».

## Досягнення

### Як гравця
- Чемпіонат СРСР з футзалу
  -  Бронзовий призер (1): 1990